# أغرب من الجنة
أغرب من الجنة هو فيلم من نوع كوميديا ودراما ورفقاء ‏ أُصدر في 1984. الفيلم من توزيع شركة صامويل غولدوين، وهو من إخراج وسيناريو جيم جارموش.

## القصة
تقع أحداث الفيلم في نيويورك.

## طاقم التمثيل
- ريتشارد ايدسون
- Rammellzee [الإنجليزية]‏
- جون لوري
- استر بالينت
- لوغان كارتر
- Rockets Redglare [الإنجليزية]‏
- ساره درايفر
- توم ديسيليو

## الإنتاج
موسيقى الفيلم التصويرية كانت من تأليف جون لوري.

## وصلات خارجية
- أغرب من الجنة على موقع IMDb (الإنجليزية)
- أغرب من الجنة على موقع الموسوعة البريطانية (الإنجليزية)
- أغرب من الجنة على موقع روتن توميتوز (الإنجليزية)
- أغرب من الجنة على موقع نتفليكس (الإنجليزية)
- أغرب من الجنة على موقع ألو سيني (الفرنسية)
- أغرب من الجنة على موقع Turner Classic Movies (الإنجليزية)
- أغرب من الجنة على موقع أول موفي (الإنجليزية)
- أغرب من الجنة على موقع بوكس أوفيس موجو (الإنجليزية)
- أغرب من الجنة على موقع فيلمافينيتي (الإسبانية)
- أغرب من الجنة على موقع قاعدة بيانات الأفلام السويدية (السويدية)